# باغ تاج (إرم)
باغ تاج (بالفارسية: باغ‌تاج) هي قرية تقع في إيران في قسم إرم الريفي. يقدر عدد سكانها بـ 105 نسمة بحسب إحصاء 2016.